# Ірано-сенегальські відносини
Ірано-сенегальські відносини — двосторонні дипломатичні відносини між Ісламською Республікою Іран і Сенегалом. З 23 лютого 2011 Сенегал розірвав дипломатичні відносини з Іраном. Країни домовилися про відновлення відносин у 2013.

## Офіційні візити
У лютому 2008 президент Ірану Махмуд Ахмадінежад та його сенегальський колега Абдулай Вад провели спільну прес-конференцію в місті Мешхед, обидві сторони зобов'язалися розвивати двосторонні зв'язки в різних галузях економіки, туризму та політики на додаток до об'єднання зусиль для подальшої роботи Організації ісламського співробітництва.

## Економічні зв'язки
Великий іранський автоконцерн Iran Khodro відкрив підприємство з виробництва автомобілів у Дакарі. Потужностей цього спільного ірано-сенегальського виробництва було достатньо для виробництва до 10 000 автомобілів марки Samand на рік.